# Condado de Smith (Misisipi)
El condado de Smith (en inglés: Smith County), fundado en 1833, es un condado del estado estadounidense de Misisipi. En el año 2000 tenía una población de 16.182 habitantes con una densidad poblacional de 10 personas por km². La sede del condado es Raleigh.

## Geografía
Según la Oficina del Censo, el condado tiene un área total de 1650 km² (637,1 mi²), de la cual 1647 km² (635,9 mi²) es tierra y 3 km² (1,2 mi²) es agua.

## Demografía
En el 2000 la renta per cápita promedia del condado era de $ 30,840 y el ingreso promedio para una familia era de $36,780. El ingreso per cápita para el condado era de $14,752. En 2000 los hombres tenían un ingreso per cápita de $28,698 frente a $20,154 para las mujeres. Alrededor del 16.90% de la población estaba bajo el umbral de pobreza nacional.

## Condados adyacentes
- Condado de Scott (sur)
- Condado de Jasper (este)
- Condado de Jones (sureste)
- Condado de Covington (sur)
- Condado de Simpson (oeste)
- Condado de Rankin (noroeste)

## Localidades
Pueblos
- Mize
- Raleigh
- Taylorsville
- Polkville
- Sylvarena

Áreas no incorporadas
- Burns
- Summerland

## Principales carreteras
- Carretera 13
- Carretera 18
- Carretera 28
- Carretera 35
- Carretera 37